# لسانسیون-دو-نوتر-سینور، کبک
لَسانسیون-دُ-نُتر-سِینیور (به فرانسوی: L'Ascension-de-Notre-Seigneur) قصبه‌ای در منطقه شهری لاک-سن-ژان-است ناحیه سگونه-لاک-سن-ژان در استان کبک کانادا است. در سرشماری سال ۲۰۱۱ این قصبه ۱٬۹۲۶ نفر جمعیت داشته‌است و مساحت آن ۱۳۱٫۸۳ کیلومتر مربع است.